# Botella de Espira

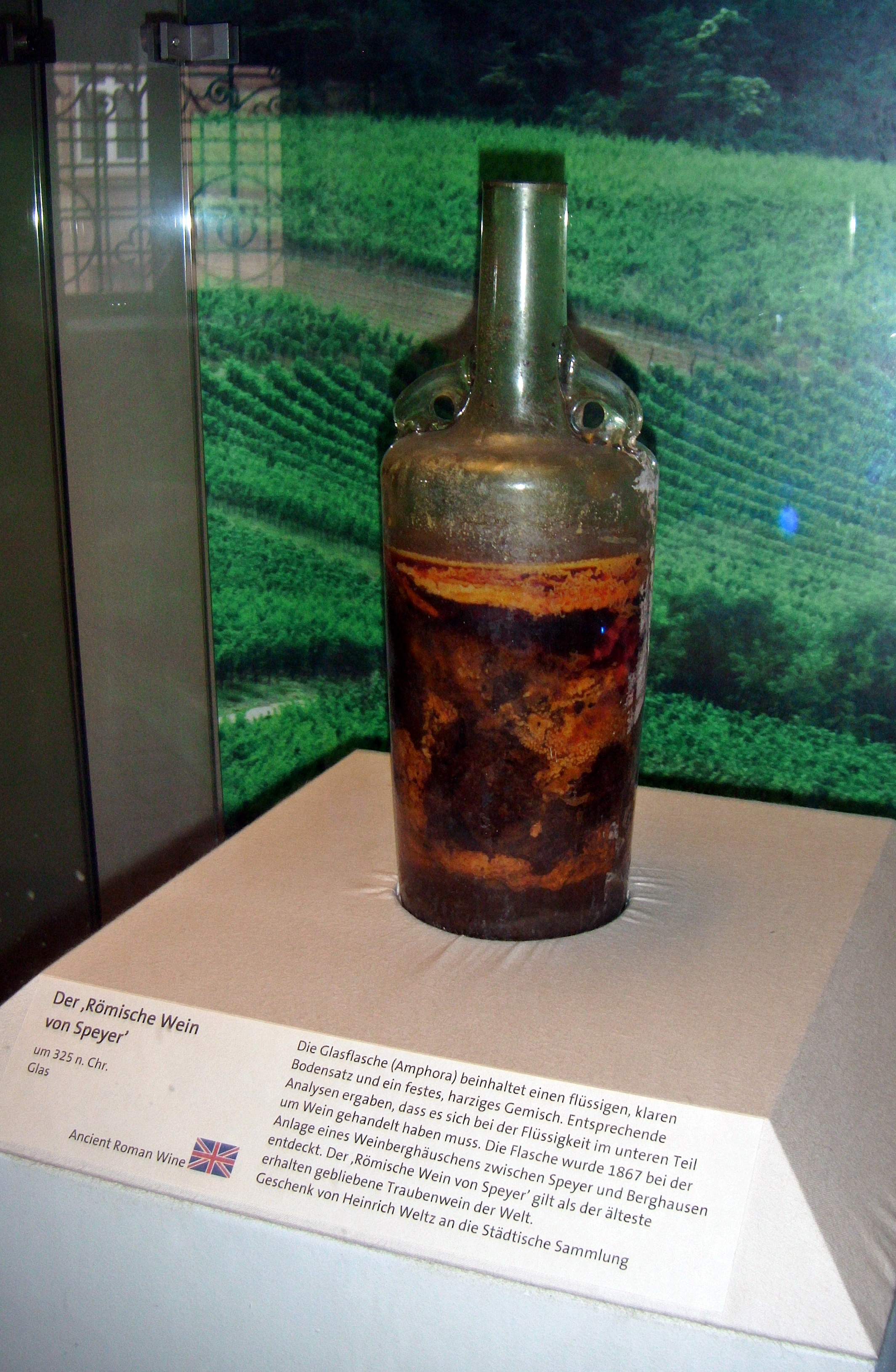
Foto de la botella tomada en 2015

La botella de vino de Espira (o Römerwein, en alemán) es un recipiente sellado, que se presume que contiene vino líquido, llamado así porque fue desenterrado de una tumba romana encontrada cerca de Espira, Alemania.

## Historia
Es muy probable que la botella de vino de Espira contenga vino; se encontró en 1867, en lo que hoy es la región de Renania-Palatinado en Alemania, cerca de Espira, uno de los asentamientos más antiguos de la zona. Desde entonces, el artefacto se ha dado a conocer como "la botella de vino más antigua del mundo". La botella ha sido fechada entre los años 325 y 350 d. C. Es a su vez la botella de vino sin abrir más antigua que se conoce en el mundo. Desde su descubrimiento, ha permanecido expuesta en la sección del Museo del Vino en el Museo Histórico del Palatinado en Espira. El Römerwein se encuentra en la Sala de la Torre del museo. Es un recipiente de vidrio de 1,5 litros con "hombros" de color amarillo verdoso y con asas en forma de delfín.

## Descubrimiento
La botella fue descubierta durante una excavación en una tumba de un noble romano del siglo IV. La tumba contenía dos sarcófagos, uno con el cuerpo de un hombre y otro con el de una mujer. Una fuente dice que el hombre era un legionario romano y que el vino era una provisión para su viaje celestial. De las seis botellas de vidrio en el sarcófago de la mujer y las diez en el sarcófago del hombre, sólo una contenía un líquido.

## Preservación
Aunque, según se informa, perdió su contenido de etanol, el análisis es coherente con el hecho de que al menos una parte del líquido era vino. El vino, probablemente producido en la misma región, se diluyó con una mezcla de hierbas. La conservación del vino se atribuye a la gran cantidad de aceite de oliva espeso, añadido a la botella para sellar el vino del aire, junto con un sello de cera caliente. Petronio, en su obra, El Satiricón, escribe sobre botellas selladas de yeso, y ésta tiene similares características. El uso de vidrio en la botella es inusual, ya que típicamente el vidrio romano era demasiado frágil para ser confiable.
Aunque los científicos han considerado acceder al líquido para analizar más a fondo el contenido, la botella permanece sin abrir, debido a las preocupaciones sobre cómo reaccionaría el líquido al ser expuesto al aire. El conservador del museo, Ludger Tekampe, ha declarado que no ha visto ninguna variación en la botella en los últimos 25 años. La profesora de enología Monika Christmann de la Universidad Hochschule de Geisenheim ha dicho: "Microbiológicamente, probablemente no está estropeado, pero no traería alegría al paladar".